# Los cuatro jinetes del Apocalipsis (novela)
Los cuatro jinetes del Apocalipsis es una novela del escritor Vicente Blasco Ibáñez, publicada por primera vez en 1916.  Fue incluida en la lista de las 100 mejores novelas en español del siglo XX del periódico español El Mundo.

## Sinopsis
Ambientada en 1914 y durante la Primera Guerra Mundial; se relatan, en tercera persona, las vicisitudes de dos familias argentinas, los Desnoyers y los von Hartrott. Ambas, por línea materna, provienen del estanciero español afincado en la Argentina; don Julio Madariaga; mientras que los yernos de este son de origen francés (Marcelo Desnoyers) y alemán (Karl von Hartrott) respectivamente. Tras la muerte de don Julio; los von Hartrott se marchan a Alemania y los Desnoyers a Francia. Ambas familias terminan combatiendo en bandos opuestos en la Primera Guerra Mundial. La novela transcurre en la Argentina y en los escenarios bélicos de Europa.
El autor apoya la causa de la Triple Entente frente a las Potencias Centrales y en especial contra Alemania la cual considera que ha deseado la guerra, y sobre cuyos desolados campos de batalla el gran vitalista que fue Blasco hace latir finalmente, salvaje e invencible, el deseo de vivir.
La versión traducida al inglés fue el libro más vendido en Estados Unidos en 1919, según Publishers Weekly. Esto le dio gran celebridad en Estados Unidos así como en los países vencedores de la I Primera Guerra Mundial.

## Adaptaciones al cine
Se han realizado dos adaptaciones al cine:
- Los cuatro jinetes del Apocalipsis, película estadounidense de 1921.
- Los cuatro jinetes del Apocalipsis, película estadounidense de 1962.